# Fortaleza do Morro de São Paulo

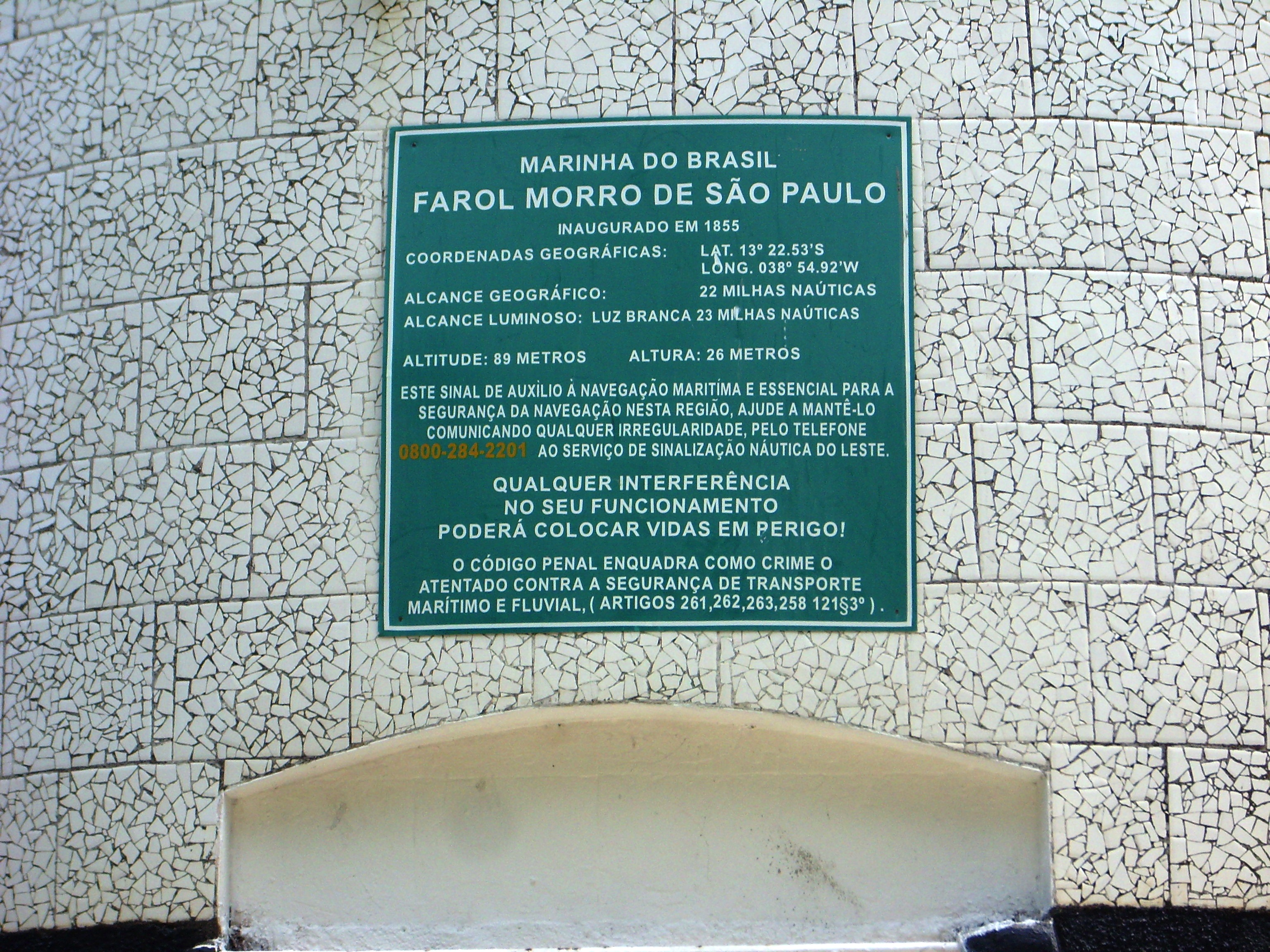
Farol de Morro de São Paulo: Placa informativa

A Fortaleza do Morro de São Paulo localiza-se na ponta noroeste da ilha de Tinharé, atual distrito de Cairu, no litoral do estado brasileiro da Bahia.
A rigor, não se trata de uma única fortificação, mas sim de um conjunto de baterias e fortes, se encontra em fase final de obras de restauração.

## História

### Antecedentes
O morro de São Paulo foi o local inicialmente escolhido pelo castelhano Francisco Romero, representante do Donatário da Capitania de Ilhéus - Jorge de Figueiredo Correia -, para o seu estabelecimento (1536). Em pleno território dos Aimorés, razões estratégicas levaram à transferência da sede da capitania para São Jorge de Ilhéus. Os povoados de Vila Velha e, posteriormente, a fundação de Salvador, que históricamente concentraram os esforços colonizadores, diminuíram a importância social e econômica do morro de São Paulo. Entretanto, distante cerca de 64 quilômetros ao sul daquela capital, em posição privilegiada pelo regime dos ventos e correntes marítimas, manteve indiscutível valor estratégico no acesso à antiga capital (a chamada barra falsa da baía de Todos os Santos), enquanto predominou a navegação à vela. Complementarmente, a vila de Cairú e a povoação (velha) de Boipeba, representaram, no século XVII, importante centro produtor de farinha de mandioca consumida pela cidade de Salvador, a quem salvou, no contexto da segunda das Invasões holandesas do Brasil, em abril-maio de 1638, quando do cerco de Maurício de Nassau, tendo chegado a produzir 1.200 alqueires/ano. Ali se localizavam também as serrarias e feitorias de madeiras de lei para a Coroa portuguesa, escoadas via marítima pelo canal do morro de São Paulo. Esgotados os recursos naturais, a região entrou em decadência a partir de meados do século XVIII.

### A primitiva fortificação
SOUZA (1885) observa que o local já estava fortificado ao tempo da primeira invasão holandesa de Salvador (1624-1625) (op. cit., p. 94).
Durante a Dinastia Filipina (1580-1640), foram erguidas na ilha de Tinharé duas fortificações, representadas em planta do engenheiro Paulo Nunes Tinoco, que as atribuiu às ordens do Governador e capitão-general do Estado do Brasil, Diogo Luiz de Oliveira (1626-1635), dando-as como erguidas nos meses de setembro a novembro de 1631. Uma dessas estruturas seria o Reduto de São Luiz (Forte de São Luiz), com o desenho de um polígono quadrangular, artilhado com três peças (GARRIDO, 1940:98; BARRETTO, 1958:186). A outra, no morro de São Paulo, era o Forte de Nossa Senhora da Conceição (Forte Velho), e estava artilhada com seis peças. No alto da colina, o desenho mostra a Capela de Nossa Senhora da Luz, padroeira da povoação. A guarnição destas fortificações tinha como função reprimir as populações indígenas da região e auxiliar a carga de madeiras nobres para o reino. Montava de cem a duzentos homens, recrutados nas imediações de Cairú e Boipeva (velha), povoações essas que, em troca do sustento das guarnições dos fortes, estavam dispensadas do serviço militar.

### A fortificação atual
Apesar de entre 1699 e 1704 existem registros de trabalhos de reparos no morro de São Paulo, a fortificação atual (Forte Novo) é obra de D. Vasco Fernandes César de Meneses (1720-1735), conforme documento do Conselho Ultramarino:

O vice-rei e capitão-general de mar-e-terra do Estado do Brasil, Vasco Fernandes César de Meneses, pela carta inclusa de 29 de março do ano passado [1724], dá conta a Vossa Majestade da visita que fez ao recôncavo da cidade da Bahia, mostras que nele passou aos regimentos de cavalaria e infantaria e remete uma planta da fortificação que se deve fazer no morro de São Paulo, para a defensa daquela ilha.

E ordenando-se ao brigadeiro Manuel de Azevedo Fortes interpusesse o seu parecer sobre este particular, satisfez com a carta que também com esta sobe à real presença de Vossa Majestade. (…).
Pareceu ao conselho que ao vice-rei do Estado do Brasil Vasco Fernandes César de Meneses se louve o zelo e trabalho e desinteresse com que se houve nesta visita do recôncavo da Bahia, e porque segundo se mostra da planta que remete desenhada pelo mestre de campo engenheiro Miguel Pereira da Costa, e do que informa Manuel de Azevedo [Fortes] ser muito necessária a obra de fortificação do morro, que Vossa majestade haja por bem mandar que esta se faça assim e da maneira que nela se insinua visto ser tão importante a dita obra.
Lisboa Ocidental, 13 de janeiro de 1725.
Costa, Abreu, Souza, Azevedo, Vasques, Lacerda.

À margem: como parece. Lisboa Ocidental, 28 de abril de 1727. Rei. Documentos Históricos (Vol. XC), 1950. p. 59-60
A planta citada, de Miguel Pereira Costa, detalha o desenho da bateria, embaixo, à direita (Planta do morro de S. Paulo (…), c. 1725. Arquivo Histórico Ultramarino, Lisboa) (IRIA, 1966:66). Essa chamada nova fortificação (Forte da Ponta), apresentava planta na forma de um polígono quadrangular aberto, com baluartes nos vértices voltados para o mar guarnecidos por guaritas circulares sobre piões, complementava a anterior (o Forte Velho), com a qual se ligava por uma cortina poligonal de muralhas ao longo do canal da ilha, tendo na extremidade sudoeste a portada de acesso ao recinto.
Comandava a praça, à época, o capitão de infantaria Carlos de Sepúlveda, que por motivo de aposentadoria passava a ser substituído pelo interino, o ajudante de tenente Dom José Mirales. As obras na fortificação iniciaram-se a 4 de abril de 1728, tudo conforme carta do Conselho Ultramarino datada de Lisboa, a 29 de outubro de 1728 (Documentos Históricos (Vol. XC), 1950. p. 170-171). As informações sobre este período são ratificadas por outra fonte: entre as Ordens Régias no Arquivo Público da Bahia, datada de 1730, encontra-se a petição de Domingos Gonçalves da Silva, pedreiro da obra no morro de São Paulo, dando conta que "de 15 de maio de 1728, dia em que o suplicante Domingos Gonsalves da Silva, dei princípio à obra do Morro até quatorze do presente mês e ano, fazem sessenta e três meses;" (Códice 1 2/32 Ordens Régias 1734-1735, fls. 82r, 82 r-v). Ocupavam-se nos trabalhos a mão de obra de quarenta escravos. É desta época, também, a inscrição sobre o portão principal: "Vasco Fernandes César de Meneses, Conde de Sabugosa, do Conselho de SS. AA. de Portugal, alcaide-mor do Reino, comendador da Ordem de Cristo, fundou esta fortaleza em 1730." (GARRIDO, 1940:97)
Para guarnecê-la, o monarca autorizou, por carta-régia ao governo da Bahia, datada de 25 de maio de 1731, a que ali permaneça a companhia regularmente estacionada, composta de naturais do morro, a maior parte casados, com roças e outros exercícios para seu sustento e de suas famílias. Os soldados residiam em suas casas fora dos muros, uma vez que o forte possuía apenas dois quartéis, um para o capitão e outro para o capelão.
Outra fonte esclarece a questão da artilharia da fortificação:

O Conde de Sabugosa [D. Vasco Fernandes César de Meneses], vice-rei e capitão de mar e terra do Estado do Brasil, em Carta de 11 de outubro do ano passado [1731] dá conta a Vossa Majestade de que por todo o mês de março entenderia poderia ficar concluída a útil e proveitosa fortificação do morro de São Paulo, mas que como a obra de pedra e cal sem artilharia é um corpo desanimado, devia Vossa Majestade servir-se mandar se remetam os canhões que várias vezes tem pedido, que devem ser de gênero columbrino [(colubrinas)] de [calibres] 12, 18 e 24, representando também que a fortificação do Barbalho se acha mui adiantada, e se continua com o vigor proporcionado à sua consignação, e que também lhe parecia lembrar a Vossa Majestade o muito que se necessita de armamentos e com mais especialidade de espingardas, porque ainda que se achem sete para oito mil armas nos armazéns, a maior parte delas são incapazes.

Ao Conselho [Ultramarino] parece representar a Vossa Majestade o que escreve o Conde de Sabugosa, vice-rei do Estado do Brasil, para que Vossa Majestade seja servido ordenar se mandem fazer vinte e quatro peças de artilharia do gênero columbrino de bronze, por não admitir este gênero de artilharia outro metal, e que estas sejam de calibre 12, 18 e 24 na forma que o dito Vice-rei aponta.
E o conselho faz presente a Vossa Majestade remeter nesta monção, para a cidade da Bahia, vinte peças de artilharia de ferro de gênero de canhão de calibre de 18 e 24, das cinquenta peças que o Conselho tem do referido gênero e calibre para se repartirem pelo Estado do Brasil.
E vendo-se o mais que o vice-rei representa do quanto se lhe fazem precisos os armamentos e espingardas, se lhe remetam também nesta monção mil espingardas, ficando o conselho com mui pouca porção deste gênero para poder fornecer o Estado do Brasil, nas contínuas remessas que se costumam fazer do mesmo gênero para o dito Estado.
E com esta ocasião se vê o conselho na precisa obrigação de tornar a por na real presença de Vossa Majestade a lista inclusa por onde se reconhece o quanto se faz preciso ao serviço de Vossa Majestade e à segurança do Estado do Brasil a pronta remessa dos gêneros de que faz menção a mesma lista.
Lisboa Ocidental, 25 de junho de 1732.
Abreu. Souza. Vasques. Galvão. Metelo. Documentos Históricos (Vol. XC), 1950. p. 274-275
Nesse ínterim, o capitão engenheiro João Teixeira, responsável pelas obras, faleceu (1732), deixando desamparadas as referidas obras do Forte do Barbalho e do Morro de São Paulo. As correspondências no Arquivo Público da Bahia mencionam a existência de obras ainda em 1733, ano em que foram recebidas as peças de artilharia pedidas (junho de 1733).
Uma planta de João de Abreu e Carvalho, datada de 1759, aponta cinquenta e uma peças de ferro e bronze, no morro de São Paulo.
Em meados de 1796 a estrutura já se encontrava em ruínas, em boa parte devido à erosão do mar sobre as muralhas (SOUZA, 1983:47), abertas por uma forte ressaca desde 1774, apesar dos reparos provisórios na ocasião. Foram providenciados reparos nos edifícios entre 1800 e 1802 (op. cit., p. 47). O Príncipe-regente D. João, reduziu-lhe a guarnição aos trinta soldados mais idosos para que nela passassem os últimos dias, sob o comando de um oficial subalterno (31 de agosto de 1809), até que finalmente, durante reparos efetuados em 1815, as melhores pedras de cantaria das muralhas arruinadas, dispersas na praia do Morro, foram aproveitadas para a construção do edifício da Associação Comercial de Salvador (ver Forte de São Fernando).

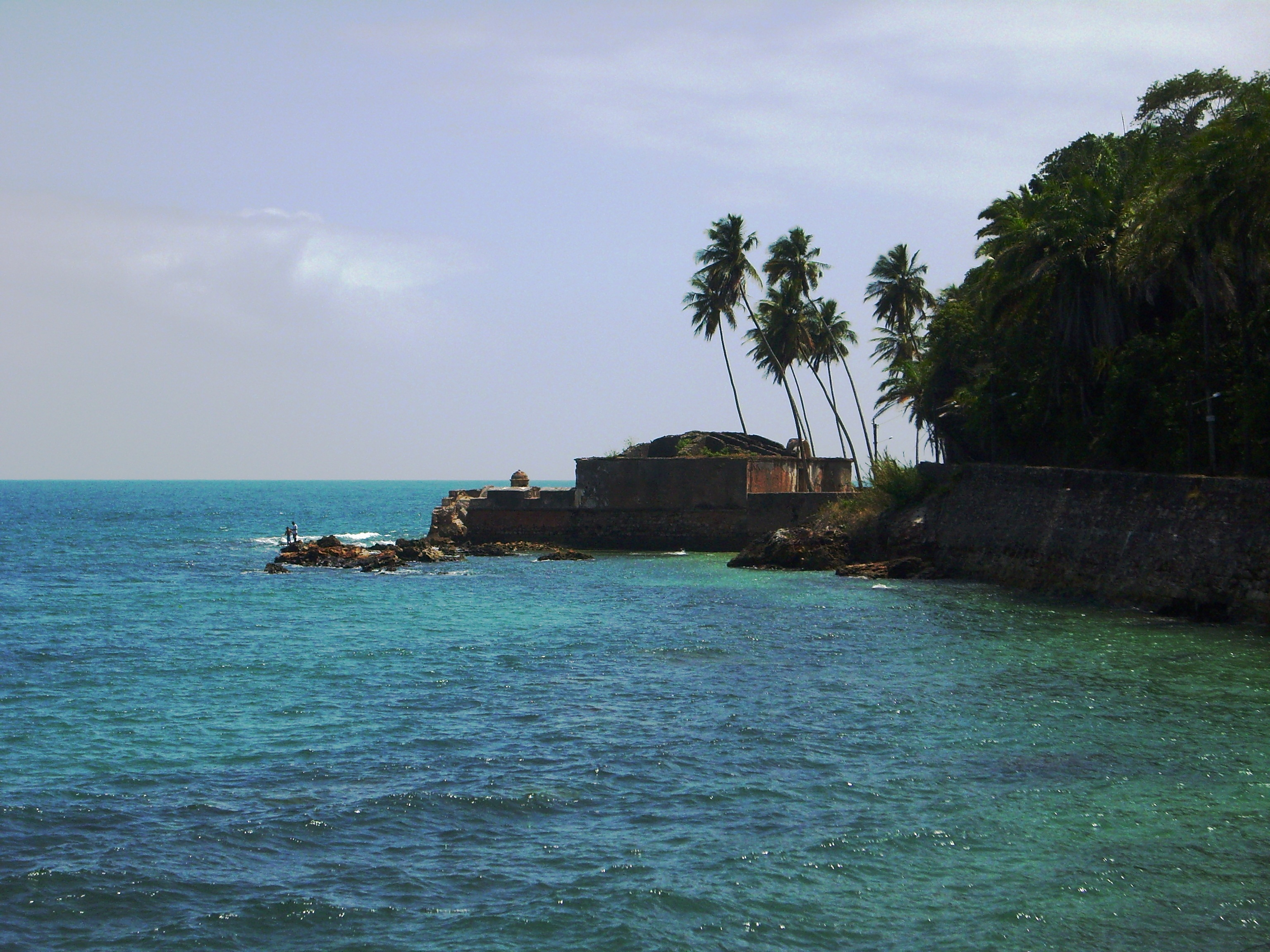
Fortaleza de Morro de São Paulo

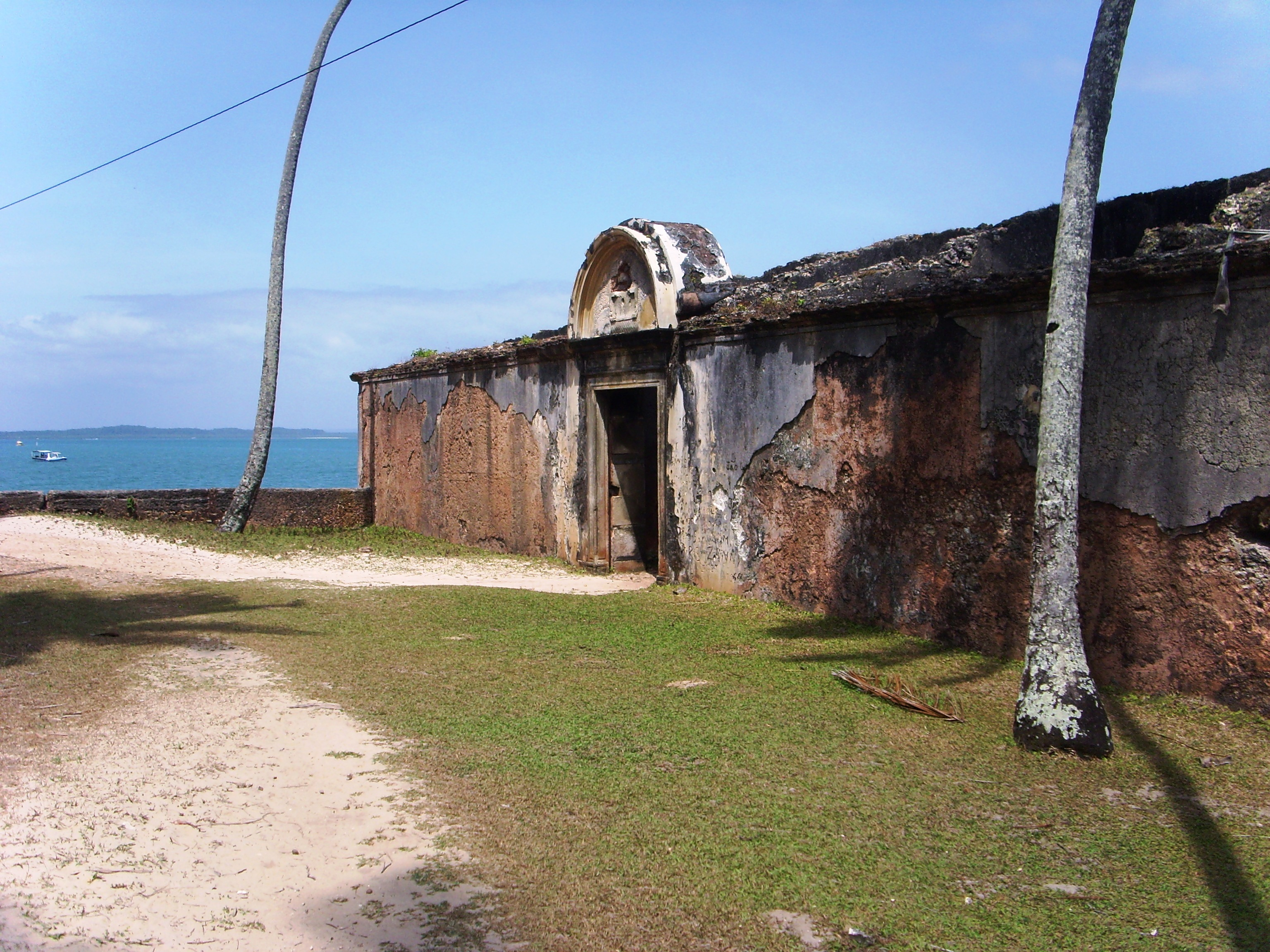
Fortaleza de Morro de São Paulo: Entrada principal

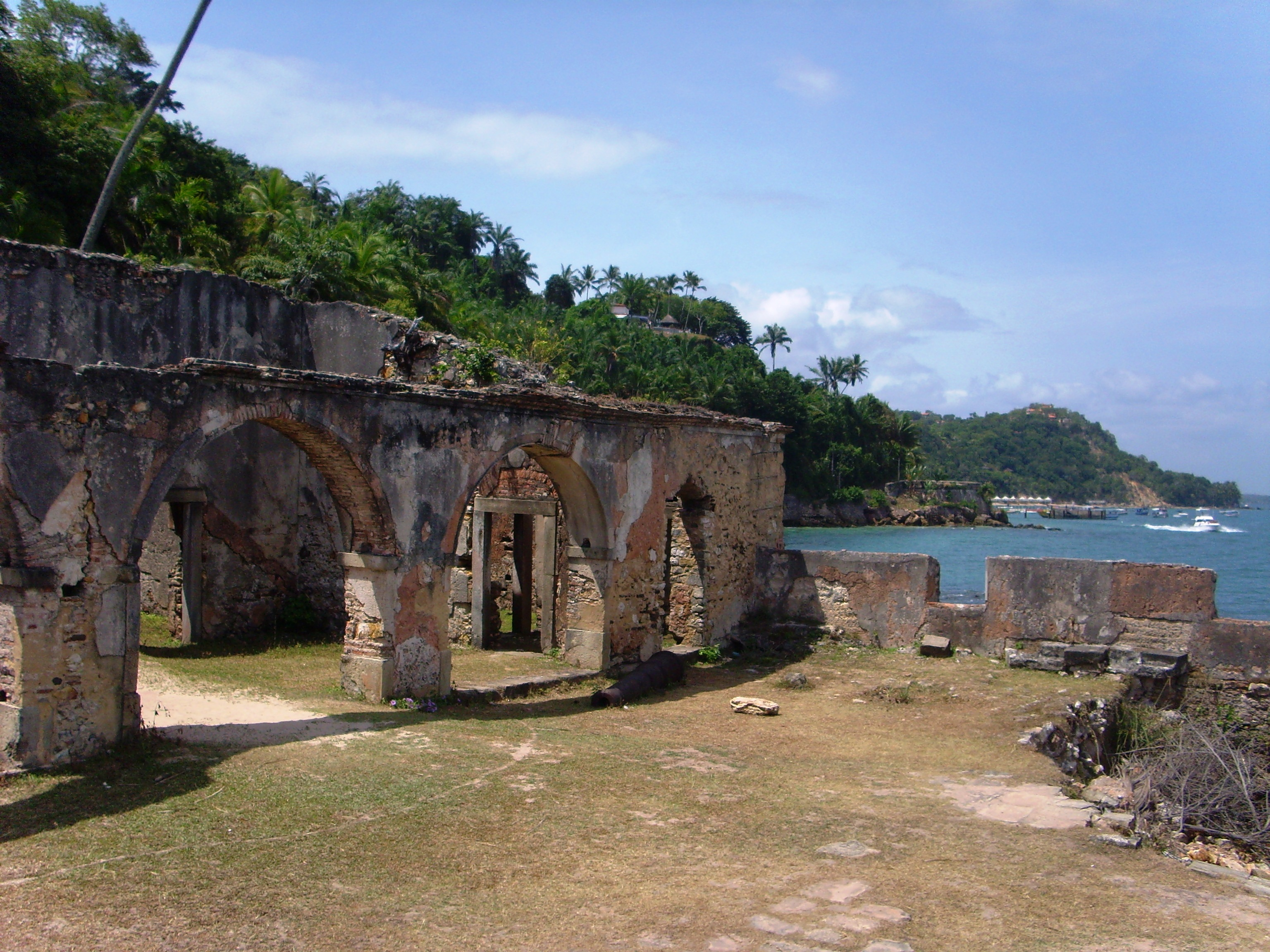
Fortaleza de Morro de São Paulo: Praça das Armas

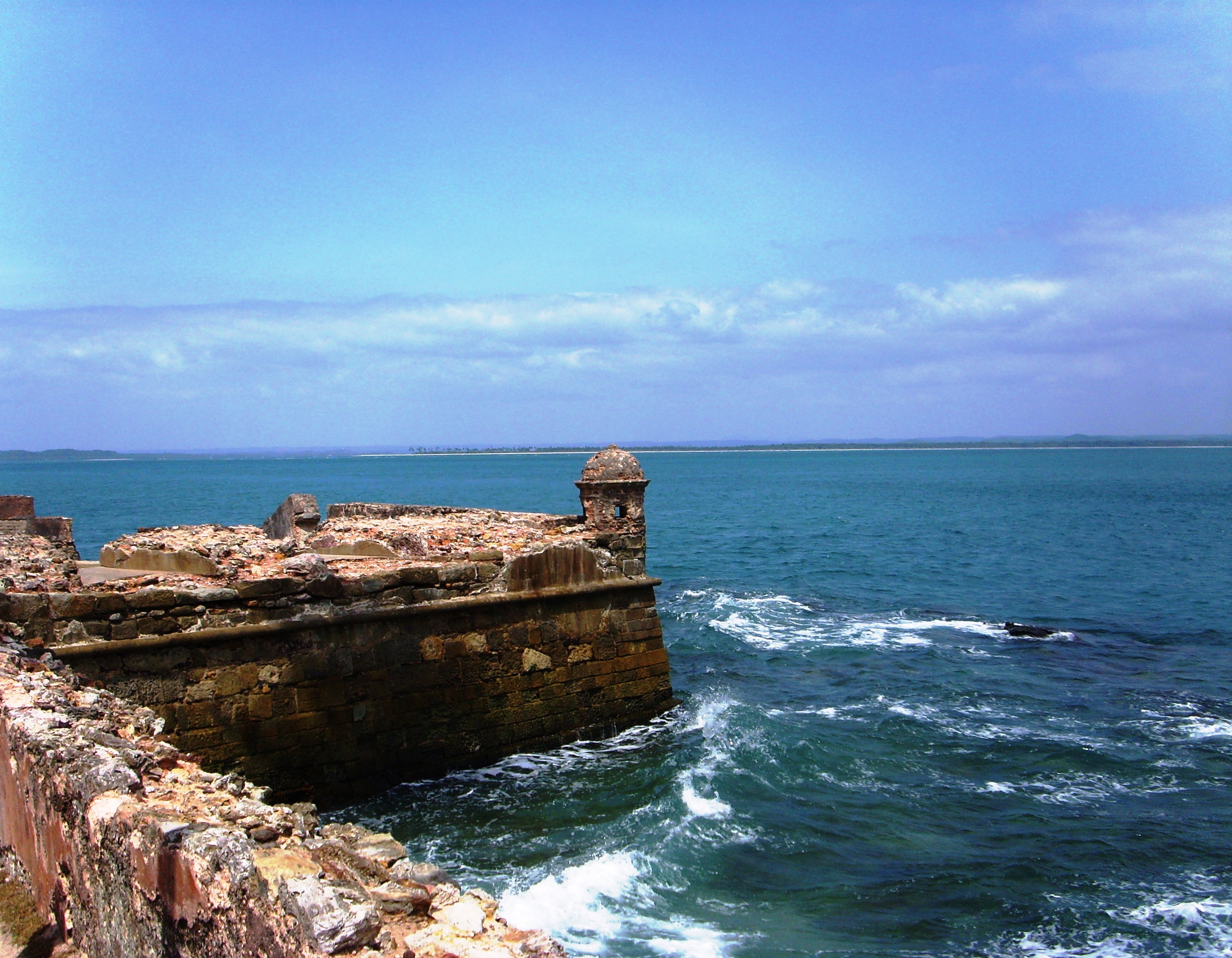
Fortaleza de Morro de São Paulo: Guarita

### A fortaleza sob o Brasil Império
No contexto da Guerra da Independência do Brasil (1822-1823), a esquadra do almirante Cochrane fundeou sob as suas muralhas (1823).
Posteriormente, foi visitada em 1859 pelo Imperador D. Pedro II (1840-1889), que registrou em seu diário de viagem:

5 de Outubro - (…) Nesta enseada [atrás do morro do farol de São Paulo] esteve a esquadra brasileira por ocasião da Independência desde depois do combate de 4 de maio até 2 de julho de 1823. Um forte, que se vê agora completamente desmantelado, tinha, quando chegou a esquadra brasileira na época da Independência, apenas 27 balas e quatro peças, que se desmantelaram ao salvar a esquadra. Os carpinteiros desta, desembarcando, consertaram os reparos das quatro peças e o forte ficou fornecido com quatrocentos tiros de balas. Viram, do alto do navio, onde está hoje o farol, a evacuação da Bahia pela esquadra lusitana no dia 2 de julho, e a corveta Niterói atravessou o baixio para ir à Bahia, escoltada de ambos os lados vinha na desamantelada cortina. O farol foi construído na presidência [da Província] de [Francisco] Gonçalves Martins [(1848-1852)], é de 1ª bastando apenas uma lanterna (…).

8 e 35 - Já ouvi missa e vesti-me para almoçar e daqui ir ver a ilha de Tinharé. O comandante do forte desmantelado, o major reformado Manuel do Carmo Correia Palmeira, baixo e grosso, chegou antes da missa. Soube por ele que a ilha tem cerca de trezentos habitantes, (…) e que só pôde obter seis inválidos para o forte, sendo o não-mutilado sujeito a ataques de ficar horas sem fala e respiração. (…) O quartel das praças inválidas, que são sete, e entre as quais há um Manoel Pinheiro, de 84 anos e sessenta de praça está em mísero estado, e ao pé existe o calabouço onde se tem guardado o azeite para o farol e outras coisas; é uma miséria!
Depois fui ver a fortaleza que foi mandada construir pelo vice-rei Vasco Fernandes César de Menezes, como se vê da seguinte inscrição sobre o portão [linha em branco; vide acima]

Há peças que ainda se podem aproveitar, e aí achei um fornilho para balas ardentes e instrumentos para seu emprego. O mar já deitou boa porção da muralha abaixo, e minou outra, passando-a de um lado para outro. (…) PEDRO II, 2003:44-48
No contexto da Questão Christie (1862-1865), o "Relatório do Estado das Fortalezas da Bahia" ao Presidente da Província, em 3 de agosto de 1863, deu-o como em obras, citando:

(…) O desenvolvimento total dos planos de fogo desta fortificação é de três mil e vinte palmos (3.020), distribuído pelos Fortes - S. Luís, Zimbeiro, S. Paulo, Conceição e baterias que unem os dois últimos, de cada um dos quais passo a tratar.

Forte de S. Luís - situado na ponta SE da ilha, a 50 palmos do nível do preamar, é de forma trapezoidal, à barbeta, com o desenvolvimento de 212 palmos: está todo reparado, precisando somente da construção de uma plataforma geral, ladrilho da casa do terrapleno, uma grade para o Corpo da Guarda, e fechaduras. Não está armado.
Zimbeiro - ao N de S. Luís, de 80 a 100 braças, assentado no cume dum morro, que se avança para o mar, a L da ilha, e 270 palmos acima do nível do preamar. É um pentágono, cujas baterias à barbeta apresentam o desenvolvimento de 200 palmos. Precisa de reparações em suas muralhas, que se acham com pequenas fendas, e em outras partes de suas obras; construções de plataforma e duma Casa para a Guarda. Também não está montada.
Forte de São Paulo - É um forte de forma irregular, composto de seis lados, três à barbeta e três a cantoneiras, formando quatro salientes e um reentrante, com o desenvolvimento de 582 palmos, assentado na ponta N da ilha, e a 15 palmos acima do preamar. A parte a canhoneiras, única montada, contém oito peças de calibre 30. Este forte sofreu reparações e mesmo aumento de construções novas, e precisa do seguinte: plataforma geral, cimento nas muralhas velhas, canos de esgoto, reboco, cantaria para cornijas, ladrilho do terrapleno, cabides e portas.
Cortina entre S. Paulo e Conceição - compõe-se de seis muralhas em direção da costa O da ilha, à borda d'água, formando quatro reentrantes e dois salientes, com duas canhoneiras e tudo o mais à barbeta na extensão total de 1.211 palmos. Parte desta muralha, 480 palmos, está desabada e precisa ser levantada, construindo-se também uma plataforma geral.
Bateria da Conceição - É uma flecha de 174 palmos de desenvolvimento, com quatro canhoneiras nas faces, montando outras tantas peças de calibre 18, das quais duas (as da face N) defendem o lado esquerdo do Forte de S. Paulo, as outras duas jogam os seus fogos na direção NO. Está reparada e pronta.
Bateria à esquerda da flecha - São as que unem esta [Bateria da Conceição] à rampa do portaló, e constam de quatro muralhas com oito cantoneiras (quatro na saliente do centro e igual número ao lado esquerdo da entrada) com o desenvolvimento de 642 palmos. Aqui também dois lances da muralha, na extensão de 179 palmos, estão desabados, precisam ser construídos, fazendo-se a competente plataforma.
Tais são as obras de que se compõe a Fortaleza do Morro de São Paulo, as quais, além das construções e reparações indicadas, precisam da construção de contraforte em todo o desenvolvimento das muralhas e outros pequenos consertos na rampa e Casa da Pólvora.

Concluindo, devo dizer que não há nesta fortificação, acomodações precisas para a guarnição, compatíveis com o seu desenvolvimento. ROHAN, 1896:51, 54-55
Esses reparos foram assinalados por outra inscrição sobre o portão: No ano de 1863, sob o reinado do Sr. D. Pedro II, sendo presidente da província o conselheiro Antônio Coelho de Sá e Albuquerque, foi reconstruída esta fortificação. (GARRIDO, 1940:97)
Sofreu novos reparos em 1876, e 1881-1883. SOUZA (1885) atribui-lhe quarenta peças de artilharia, bem como o funcionamento de um farol na estrutura, à época (1885) (op. cit., p. 95).
À época da Primeira Guerra Mundial (1914-1918), em 1915 encontrava-se arruinada, ali jazendo cinquenta e duas peças de ferro, abandonadas. Na mesma época, jaziam três peças no Reduto de São Luís, abandonado desde 1838 (GARRIDO, 1940:98).

### Do século XX aos nossos dias
O imóvel, com 2.335 metros quadrados, se encontrava, desde 1937, entre os bens do Ministério da Fazenda, em ruínas e sem nenhuma aplicação, sendo tombado pelo IPHAN no ano seguinte.
Com a redescoberta do povoado na década de 1970 pelo movimento hippie, atualmente as ruínas da fortificação são atração turística, destacando-se a antiga portada em pedra com ornatos de cantaria e frontão curvo com dizeres alusivos ao Império, parte da construção que teria servido de quartel para a tropa, e uma ala com arcada sobre colunas de composição original (SOUZA, 1983:47). No cume do morro, onde hoje existe o farol, ficavam a primitiva capela, a casa do capelão, o paiol e um trecho da muralha.

## Acesso
A povoação de Morro de São Paulo insere-se num conjunto de ilhas, acedidas unicamente por mar ou pelo ar. A partir de Salvador, em diversos tipos de embarcações, são cerca de duas horas de navegação. De avião, partindo do Aeroporto Internacional de Salvador, o voo tem a duração de cerca de 30 minutos. A partir da cidade de Valença, por mar, consomem-se apenas 30 minutos.